# Joe Sheridan
Pour les articles homonymes, voir Sheridan.
Joe Sheridan est un acteur britannique.

## Filmographie

### Cinéma
- 1988 : Les Liaisons dangereuses : Georges
- 1990 : Farendj : Bob
- 1990 : Nouvelle Vague : Robert
- 1990 : L'Affaire Wallraff : Karl
- 1995 : Le Nouveau Monde : M. Wadd
- 1998 : L'Homme au masque de fer : le gardien de la forteresse
- 1999 : La Neuvième Porte : le fils du vieil homme
- 1999 : Jeanne d'Arc : Canon
- 2000 : L'Extraterrestre : Michael Duval
- 2000 : The Dancer : Barry
- 2002 : La Sirène rouge
- 2004 : Immortel, ad vitam : Allgood
- 2005 : Travaux, on sait quand ca commence... : le président
- 2005 : Les Chevaliers du ciel : le visiteur étranger
- 2006 : Marie-Antoinette : Catty Courtier
- 2006 : L'Entente cordiale
- 2006 : Président : Korda
- 2006 : Désaccord parfait : le médecin de l'assurance
- 2007 : Hannibal Lecter : Les Origines du mal : le directeur
- 2007 : Hitman : Capitaine Gudnayev
- 2008 : Notre univers impitoyable : Goudal
- 2008 : Cash : Finley
- 2009 : King Guillaume : le conseiller du ministre
- 2009 : Le Bal des actrices : le réalisateur anglais
- 2009 : Chéri : Marcel
- 2010 : Vénus noire : le premier rabatteur et la femme à barbe
- 2010 : Institution : Josh
- 2011 : My Little Princess : Arnaud
- 2012 : L'Oncle Charles : Dr Duncan
- 2012 : Les Saveurs du palais : John le photographe
- 2012 : Les Seigneurs : le gardien de la prison écossaise
- 2012 : Hitch : Alfred Hitchcock
- 2013 : Les Garçons et Guillaume, à table ! : le directeur de la pension anglaise
- 2013 : La Marque des anges : Wilhem Goetz
- 2014 : Horsehead : le médecin
- 2015 : Kickback : César Maury
- 2015 : Les Profs 2 : le professeur handicapé
- 2016 : Friday Night : le patron de David
- 2016 : Ballerina : le directeur de l'opéra (voix)
- 2023 : L'Abbé Pierre : Une vie de combats de Frédéric Tellier : Charlie Chaplin

### Télévision
- 1992-1993 : Cousin William : M. Brooks (99 épisodes)
- 1993 : Highlander : Frank Wells (1 épisode)
- 1993 : For Better or For Worse : M. Chenier
- 1996 : Nos plus belles vacances : John (1 épisode)
- 1996 : La Guerre des moutons : Wedgel
- 1998 : Sous le soleil : Michael (1 épisode)
- 1998 : Les Vacances de l'amour : John Collins (1 épisode)
- 2001 : Chère Marianne : M. Jensen (1 épisode)
- 2001 : Sydney Fox, l'aventurière : Oswin (1 épisode)
- 2006 : Marie Besnard, l'empoisonneuse : le journaliste anglais
- 2007-2008 : Grand Star : CEO Palidor (24 épisodes)
- 2011 : Mouk : Guests (13 épisodes)
- 2011 : Louis XVI, l'homme qui ne voulait pas être roi : Benjamin Franklin
- 2012 : Rapace : Lord Norman
- 2014 : Rosemary's Baby : le touriste des catacombes (1 épisode)
- 2015 : Pierre Brossolette : Winston Churchill
- 2015 : Versailles : Louvois (saison 1)
- 2017: Versailles (série télévisée) : François Michel Le Tellier de Louvois (saison 2)
- 2018: Versailles (série télévisée) : François Michel Le Tellier de Louvois (saison 3)
- 2020 : Meurtres à Cognac, réalisé par Adeline Darraux  : David Saul
- 2021: Drame en haute mer, Réalisé par Adeline Darraux : James Grinter